# Takanobu Okabe
Takanobu Okabe  (Shimokawa, 26 oktober 1970) is een voormalig Japans schansspringer. 

## Carrière
Okabe behaalde zijn successen voornamelijk in de landenwedstrijd. Okabe zijn grootste individuele overwinning was de wereldtitel van de kleine schans in 1995. Okabe won individueel vijf wereldbekerwedstrijden, waarvan viermaal een skivliegwedstrijd en tweemaal een wereldbekerwedstrijd met het team. Okabe won met zijn landgenoten de olympische zilveren medaille in Lillehammer en vier jaar later in eigen land de olympische titel in de landenwedstrijd.

## Belangrijkste resultaten

### Olympische Winterspelen
| Editie | Plaats      | Resultaten                                           |
| ------ | ----------- | ---------------------------------------------------- |
| 1994   | Lillehammer | 9e kleine schans · 4e grote schans · landenwedstrijd |
| 1998   | Nagano      | 6e grote schans · landenwedstrijd                    |
| 2006   | Turijn      | 23e kleine schans 8e grote schans 6e landenwedstrijd |

### Wereldkampioenschappen schansspringen
| Jaar | Plaats      | Resultaten                                                                         |
| ---- | ----------- | ---------------------------------------------------------------------------------- |
| 1993 | Falun       | 14e kleine schans 12e grote schans 5e landenwedstrijd                              |
| 1995 | Thunder Bay | kleine schans · 15e grote schans · landenwedstrijd                                 |
| 1997 | Trondheim   | 12e kleine schans · 12e grote schans · landenwedstrijd                             |
| 2001 | Lahti       | 4e landenwedstrijd kleine schans                                                   |
| 2005 | Oberstdorf  | 28e grote schans 9e landenwedstrijd kleine schans 10e landenwedstrijd grote schans |
| 2007 | Sapporo     | 45e kleine schans · 21e grote schans · landenwedstrijd                             |
| 2009 | Liberec     | 14e kleine schans · 45e grote schans · landenwedstrijd                             |

### Wereldkampioenschappen skivliegen
| Jaar | Plaats    | Resultaten                |
| ---- | --------- | ------------------------- |
| 1994 | Planica   | 11e individuele wedstrijd |
| 2000 | Vikersund | 17e individuele wedstrijd |

### Klassementen
| Seizoen   | Algm | 4S  |
| --------- | ---- | --- |
| 1992/1993 | 24e  | -   |
| 1993/1994 | 7e   | -   |
| 1994/1995 | 5e   | 19e |
| 1995/1996 | 39e  | -   |
| 1996/1997 | 4e   | 4e  |
| 1997/1998 | 16e  | 33e |
| 1998/1999 | 38e  | 30e |
| 1999/2000 | 33e  | -   |
| 2000/2001 | 49e  | 72e |
| 2001/2002 | 59e  | -   |
| 2004/2005 | 49e  | -   |
| 2005/2006 | 12e  | 6e  |
| 2006/2007 | 52e  | 50e |
| 2007/2008 | 63e  | -   |
| 2008/2009 | 28e  | -   |
| 2009/2010 | 82e  | -   |